# Enemies of Reality
Enemies of Reality (с англ. — «Враги реальности») — пятый студийный альбом американской прогрессив-метал группы Nevermore. Оригинальная версия была выпущена в июле 2003 года на лейбле Century Media, но позже участники группы решили сделать ремастеринг диска, т.к. запись 2003 года отличалась плохим качеством. Для ремастеринга пригласили Энди Снипа.

## Список композиций
Лирика — Уорэлл Дэйн. Музыка — Джефф Лумис
| №                   | Название                         | Длительность |
| ------------------- | -------------------------------- | ------------ |
| 1.                  | «Enemies of Reality»             | 5:11         |
| 2.                  | «Ambivalent»                     | 4:12         |
| 3.                  | «Never Purify»                   | 4:03         |
| 4.                  | «Tomorrow Turned into Yesterday» | 4:35         |
| 5.                  | «I, Voyager»                     | 5:48         |
| 6.                  | «Create the Infinite»            | 3:38         |
| 7.                  | «Who Decides»                    | 4:15         |
| 8.                  | «Noumenon»                       | 4:37         |
| 9.                  | «Seed Awakening»                 | 4:30         |
| Общая длительность: | Общая длительность:              | 40:49        |

## Участники записи
- Уорэлл Дэйн — вокал
- Джефф Лумис — соло/ритм-гитара
- Джим Шеппард — бас-гитара
- Вэн Виллиамс — ударные

### Производство
- Продюсер — Энди Снип
- Продюсер — Келли Грэй

## Позиции в чартах
| Чарт(2003)          | Позиция |
| ------------------- | ------- |
| Dutch Albums Chart  | 87      |
| French Albums Chart | 130     |